# Anomaloglossus rufulus
Anomaloglossus rufulus es una especie de anfibio anuro de la familia Aromobatidae.

## Distribución geográfica
Esta especie es endémica del Tepuy Amurí en el estado de Amazonas en Venezuela. Habita entre los 2100 y 2600 m de altitud.

## Taxonomía
Esta especie fue incluida en el género Anomaloglossus por Barrio-Amorós y Santos en 2011.

## Publicación original
- Gorzula, 1990 : Una nueva especie de Dendrobates (Amphibia, Dendrobatidae) del Macizo del Chimantá, Estado Bolivar, Venezuela. Memorias de la Sociedad de Ciencias Naturales La Salle, vol. 48, p. 143–149.[5]